# 夕映えに
『夕映えに』（ゆうばえに、Im Abendrot）D799は、フランツ・シューベルトが作曲した歌曲。カール・ゴットリープ・ラッペの詩による。時に『夕映えの中で』とも訳される。
1825年2月に作曲された第1稿と、1827年夏から秋ごろに作曲された第2稿があり、一般には1832年に出版された第2稿が演奏される（第1稿は1992年出版）。

## 概要
窓から見える夕映えに、父（神）の恵み、この美しい世界を作った神への畏敬の念を感じ、それを極めて美しく、内面的な静謐さをもって歌いあげている。シューベルトの傑作の一つで、ラッペによる歌曲の中では最も感動的で最も美しい作品といわれている。曲は変イ長調、分散和音を基調とする伴奏の内声を、歌唱声部が歌ってゆく。曲は途中、大きく盛り上がるものの、その頂点も外面的なクライマックスとは全くほど遠い、極めて内省的な内面の心の高まりを感動的に歌う。

## 原詩全文
Im Abendrot
Karl Gottlieb Lappe
O wie schön ist deine Welt,

Vater, wenn sie golden Strahlet!

Wenn dein Glanz herniederfällt,

und dem Staub mit Schimmer malet,

wenn das Rot, das in der Wolke blinkt,

in mein stilles Fenster sinkt!

Könnt ich klagen, könnt ich zagen?

irre sein an dir und mir?

Nein, ich will im Busen tragen

deinen Himmel schon allhier.

Und dies Herz, eh es zusammembricht,

trinkt noch Glut und schlürft noch Licht.
| スタブアイコン | サブスタブ | この項目は、まだ閲覧者の調べものの参照としては役立たない、クラシック音楽に関連した書きかけの項目です。この項目を加筆・訂正などしてくださる協力者を求めています（P:クラシック音楽/PJ:クラシック音楽）。 |